# Marstals kommun
Marstals kommun, beläget på ön Ærø, var fram till danska kommunreformen 2007 en kommun i Fyns amt i Danmark. Kommunen slogs 1 januari 2006 ihop med Ærøskøbing kommun för att bilda Ærø kommun. Marstals kommun hade 2003 omkring 3 300 invånare och en yta på 16,75 km². Dess huvudort var Marstal.

## Borgmästare
- Harald Madsen, 1 april 1970–31 mars 1974[1]
- Robert Stærke Kristensen, 1 april 1974–31 december 1985[1]
- Ole Pihl, 1 januari 1986–31 december 1993[1]
- Grethe Skov, 1 januari 1994–31 december 1997[1]
- Karsten Landro, 1 januari 1998–31 december 2005[1]

Denna lista hämtas från Wikidata. Informationen kan ändras där.